# Рид, Пит
Пит Рид (англ. Pete Reed; 27 июля 1981, Сиэтл, США) — британский гребец, трёхкратный чемпион Олимпийских игр.

## Карьера
Чемпион Олимпийских игр 2008 года.
На Олимпиаде в Лондоне Рид в составе четвёрки вместе с Алексом Грегори, Томом Джеймсом и Эндрю Триггз-Ходжом выиграл золотую медаль.
Пятикратный чемпион мира и трёхкратный серебряный призёр мирового первенства, а также обладатель серебряной и бронзовой медали чемпионата Европы.